# Беледие-Хан
Беледие-Хан (болг. Беледие хан) — село в Софійській області Болгарії. Входить до складу общини Костинброд.

## Історія
Поселення виникло недалеко від старовинної римської дороги[якої?]. Під час османського панування тут був муніципальний заїжджий двір, де кінні екіпажі замінювали втомлених коней відпочилими. В готелі пасажири відпочили перед сходженням на гору до перевалу Петрохан.